# Semiotellus takadai
Semiotellus takadai är en stekelart som beskrevs av Kamijo 1977. Semiotellus takadai ingår i släktet Semiotellus och familjen puppglanssteklar. Inga underarter finns listade i Catalogue of Life.